# 6人の村人!全員集合
『6人の村人!全員集合』（ろくにんのむらびと!ぜんいんしゅうごう）とは、TBS系列にて2014年8月20日に放送されたバラエティ番組である。

## 概要
苗字に「村」の付く芸人が集結し「村の会」を発足、6人による1泊2日慰安旅行を行う。赤坂より出発した田村淳が、神宮外苑で岡村隆史、あきる野市で内村光良、檜原村で三村マサカズ、河口湖で日村勇紀、忍野村の宿泊旅館（忍野温泉）で志村けんと合流していく。
企画は2013年から上がっていたものの、いずれも人気芸人である出演者のスケジュールや裏番組との関連から、収録は翌年の5月、放送日は8月となった。これについて番組プロデューサーは「奇跡が起きた」と表現した。
豪華な顔ぶれなどから番組前から話題になっていたり、放送後には続編を望む声や、メンバーを変えた同じような企画を望む声があがった。しかし2020年に志村が死去したことに伴い、物理的な理由において同メンバーの構成で言えば最初で最後の回となった。
ギャラクシー賞2014年8月度月間賞、テレビ・オブ・ザ・イヤー2014企画賞 (Quick Japan)、第41回（2014年度）放送文化基金賞 番組部門 テレビエンターテインメント番組 奨励賞を受賞。
視聴率は15.4%（関東地区、ビデオリサーチ調べ）。
本番組放送から8年後、ならびに志村の死から2年半後の2022年9月2日、続編的番組として内村、三村がMCを務めた『集まれ!内村と○○の会』が放送され、オープニングにて本番組のハイライトが紹介された。
2023年1月2日、『集まれ!内村と○○の会』の第二弾として、『集まれ！内村と○○の会 新春SP』が放送され、村の会メンバーの内村、三村、日村がスタジオ出演した。

## 出演者

### 6人の村人！全員集合
- 志村けん（ザ・ドリフターズ）
- 内村光良（ウッチャンナンチャン）
- 三村マサカズ（さまぁ〜ず）
- 岡村隆史（ナインティナイン）
- 日村勇紀（バナナマン）
- 田村淳（ロンドンブーツ1号2号）

ナレーション
- 田村亮（ロンドンブーツ1号2号）

マスコットキャラクター
- 村くん
  - 「村の会」のマスコットキャラクター。旅中に道案内等で登場する。声は発せず説明の書いたパネルを持って案内。
  - 本編収録終了後、着ぐるみの中身が田村亮と判明し、出演者もその時点で初めて知った。

### 集まれ！内村と○○の会
MC
- 内村光良（ウッチャンナンチャン）

パネラー（「村」の会メンバー）
- 三村マサカズ（さまぁ～ず）
- 有村架純
- 田村保乃（櫻坂46）

アシスタント
- 野村彩也子（TBSアナウンサー）

「山」の会メンバー
- 山崎弘也（アンタッチャブル）
- 秋山竜次（ロバート）
- 山里亮太（南海キャンディーズ）

「川」の会メンバー
- 川島明（麒麟）
- くっきー!（野性爆弾）
- 長谷川雅紀（錦鯉）
- 荒川（エルフ）

「小」の会メンバー
- 小沢一敬（スピードワゴン）
- 小木博明（おぎやはぎ）
- コカドケンタロウ（ロッチ）
- おいでやす小田

「野」の会メンバー
- 升野英知（バカリズム）
- 狩野英孝

### 集まれ！内村と○○の会 新春SP
MC
- 内村光良（ウッチャンナンチャン）

パネラー（「村」の会メンバー）
- 三村マサカズ（さまぁ～ず）
- 日村勇紀（バナナマン）
- 松村沙友理

アシスタント
- 吉村恵里子（TBSアナウンサー）

「瀬」の会メンバー
- 広瀬すず
- 永瀬廉（King & Prince）

「カタカナ」の会メンバー
- ヒコロヒー
- 青山テルマ
- 福田麻貴（3時のヒロイン）
- イワクラ（蛙亭）
- 金ちゃん（鬼越トマホーク）

「数字」の会メンバー
- 三村マサカズ（さまぁ～ず）
- 中岡創一（ロッチ）
- 小峠英二（バイきんぐ）

「野」の会メンバー
- 升野英知（バカリズム）
- 狩野英孝

「山」の会メンバー
- 山崎弘也（アンタッチャブル）
- 秋山竜次（ロバート）
- 山里亮太（南海キャンディーズ）

## 村の会 テーマソング
- 「昴」 / 谷村新司

## スタッフ

### 6人の村人!全員集合
- 構成：高須光聖、渡辺真也、興津豪乃
- CAM：石毛雄己
- VE：粕谷弘樹
- AUD：玉城善彦
- ロケ技術：スウィッシュ・ジャパン
- CG：ODD JOB
- 音響効果：磯川浩己
- 美術プロデューサー：山口智広
- 美術製作：宗次宏光
- 装置：牧ケ谷純
- 衣装：岩崎孝典
- 持ち道具：寺澤麻由美
- メイク：清田恵子
- 編集・MA：アンサーズ
- TK：伊藤佳加
- 宣伝：小林久幸（TBS）
- AP：後藤紗矢香（極東電視台）
- 編成：福田健太郎（TBS）
- デスク：松崎由美
- リサーチ：フォーミュレーション、フリード
- AD：花村亮介、岩崎由佳、町田美穂、島袋亮太、久米英徳、中村梨那、榎本幹人、鄭文静
- ディレクター：横井雄一郎（TBS）、植木一実・青木章浩（2人共極東電視台）、奈須亮三、吉田陵
- 制作プロデューサー：中村昌哉・西崎修一・坂本真起子（3人共極東電視台）、永田浩子（ビーダッシュ）
- 演出：岡田秀行（ビーダッシュ）、藤井健太郎（TBS）
- プロデューサー：安田淳・坂本義幸（2人共TBS）
- 制作協力：極東電視台、b-DASH
- 製作著作：TBS

### 集まれ！内村と○○の会
- 構成：興津豪乃（第1,2,4回-）、片岡章博、成瀬正人（成瀬→第3回-）、山形遼介、松本智子（共に第5回）、一色秋三郎(第5回、第4回までは高須光聖名義)
- ナレーター：三村ロンド
- TM：中村全希
- TP：荒井隆之（第5回）
- TD：中里子（第2回-）
- VE：杉﨑彩瑛（第5回）
- 音声：濱上美希（第5回）
- 照明：鈴木英敬（第5回）
- 美術プロデューサー：桂誉和
- 美術デザイン：古賀福太郎（第2回-）
- 美術制作：捧里彩子（第5回）
- 装置：正代俊明（第1,3回-）
- 操作：冨千優
- 電飾：宇都山玲
- 植木装飾：猿山利昭
- アクリル装飾：森美男
- 装飾：安藤豪
- ヘアメイク：清田恵子（第5回）
- 編集：沖野浩平（第2回-）
- MA：中村裕子
- 音効：中村鉄太郎（第5回）
- TK：伊藤佳加（第1,3回-）
- 技術協力：極東電視台（第4回-）、スウィッシュ・ジャパン、エスユー（共に第2回-）、池田屋（第3回-）、ソウルブレイン（第5回）、東京オフラインセンター（第3回-）
- 車両：TOP（第5回）
- 撮影協力：有限会社ドックトレイン（遠藤警察犬・家庭犬訓練所）、Fishtail、Waseda Symphony Orchestra（共に第5回）
- 制作協力：KARRY RIZE、neo（neo→第2,3,5回）、BaKaBest（第5回）
- リサーチ：フォーミュレーション
- 公開：松元裕二
- デスク：椿美貴子
- 宣伝：筒井理恵・二瓶真実（共にTBSテレビ、第5回）
- 編成：髙田脩（TBSテレビ、第5回）
- 配信：石橋茉美（TBSテレビ）
- SNS：宮永日菜（TBSテレビ、第2回-、第1回は宣伝）
- オトナ女子の会（第5回）
  - 演出：森伸太郎（BaKaBest）
  - プロデューサー：相馬令子
  - ディレクター：山田恭平
  - AP：木村文香
  - AD：木村緩奈、嶋田菜々穂、鈴木茜
- 海パンの会（第5回）
  - 演出：石和田英明
  - プロデューサー：前田美和（neo、第5回、第2回は野の会、第3回はもしもの会、第4回は一文字の会プロデューサー）
  - ディレクター：山嶋将義（neo、第5回、第2回は野の会ディレクター、第3回はもしもの会演出）、温井里恵（第5回、第2回は野の会ディレクター、第3回はもしもの会ディレクター、第4回は一文字の会演出）
  - AP：新堀愛理、穴井里加子
  - AD：河野涼香、野崎真央、加藤夢巳（加藤→第4回は一文字の会）、大和田嘉穂、小池有輝
- 内の会（第5回）
  - 演出：相田貴史（極東電視台、第5回、第1回は山の会・野の会、第2回は数字の会・瀬の会、第1,2回は山の会監修、第3回は山の会、第4回は勝手にサザンの会）
  - プロデューサー：山ノ内禎枝（The King Maker、第5回、第1回は山の会・野の会、第2回は数字の会・瀬の会、山の会プロデューサー、第3回は山の会AP）
  - ディレクター：島田健作、榛澤祥希（共に第5回、第1回は山の会のみ、第2回は瀬の会、第3回は山の会、第4回は勝手にサザンの会）、早野大貴（第5回）
  - AP：中田すばる（第5回、第2回は数字の会・瀬の会）
  - AD：下地和夏、河野隆汰
- 演出：塩谷暁充（TBSテレビ、第5回）
- ディレクター：貝瀬鉄矢、薬師賢次郎、遠山辰之真（共に第5回、遠山→第4回はスタジオAD）
- AD：鈴木優亜（第4回-）
- 制作進行：三輪さくら（第5回）
- キャスティングプロデューサー：久田誠司（第4回-、第3回はプロデューサー）、菊池絢子（第5回、第3回はプロデューサー）
- AP：高見良（TBSテレビ、第5回、第2回は担当プロデューサー、第3,4回はプロデューサー）
- 協力プロデューサー：田邊哲平（TBSテレビ、第5回、第2-4回はプロデューサー）、首藤光典（極東電視台、第5回、第1,2回は担当プロデューサー、第3回はんの会プロデューサー、第4回はプロデューサー）、樋江井彰敏（TBSテレビ、第5回、第1,2回は担当プロデューサー、第3,4回はプロデューサー）
- プロデューサー：伊藤隆大（TBSテレビ、第5回）
- 総合演出：坂田栄治（TBSテレビ）
- 制作：TBSテレビコンテンツ制作局制作2部
- 製作著作：TBS

#### 過去のスタッフ
- PM：寺尾昭彦（第2,4回）
- TD：小笠原朋樹（第1回）
- VE：猿田新吾（第4回まで）
- CAM：北松拓巳（第4回まで）
- 音声：井上奈央子（第1,2回）、杉山雄飛（第3,4回）
- 照明：栗林勇太（第4回まで）
- 美術デザイン：芦田佳子（第1回）
- 美術制作：宮本さつき（第3回、第2回まで美術ディレクター）、渡邉晴香（第4回）
- 装置：坂本進（第2回）
- ヘアメイク：大桶恭子（第1,2回）、小川瑛未（第3回）、馬場景子（第4回）
- 編集：アルセン（第1回）
- 音効：太田光則（第1-3回）、岡田淳一（第4回）
- TK：五味真琴（第2回）
- 技術協力：TBS ACT（第1回）、JOUER（第4回）
- 車両：GOOD、eATs CORPORATION（共に第4回）
- 制作協力：エヂカラ（第1回）、極東電視台（第4回まで）
- 宣伝：星奈津美（TBSテレビ、第1回）、中島聡（TBSテレビ、第1,2回）、高岸奈々子、古永めぐみ（共にTBSテレビ、第2回）、白井可奈子（TBSテレビ、第3回）、中川麻衣（TBSテレビ、第3,4回）、正木文菜（TBSテレビ、第4回）
- 編成：野村和矢（TBSテレビ、第1-3回）、河本恭平（TBSテレビ、第4回）
- 川の会（第1回）
  - 演出：立澤哲也（極東電視台、第1回）
  - ディレクター：円城寺健一（極東電視台、第1回）
  - AP：薮内智子（エヂカラ、第1回）
  - AD：小室寛太（第1回）
- 小の会（第1回）
  - 演出：佐藤稔久（極東電視台、第1回）
  - プロデューサー：神野友里（極東電視台、第1回）
  - ディレクター：柏田雄二（第1回）
  - AP：山本怜奈（第1回）
  - AD：山村美樹、石田理佳（2人共第1回）
- 野の会（第2回）
  - 演出：吉野真一郎（neo、第2回）
  - AD：石川佳奈子（第2回）
- カタカナの会（第2回）
  - プロデューサー：河野安治（極東電視台、第2回）
  - ディレクター：堀田大輔、芝俊明（2人共第2回）
  - AD：大野泰樹、吉田朝香（2人共第2回）
- 数字の会・瀬の会（第2回）
  - 数字の会ディレクター：山田健太郎（極東電視台、第2回）
- 山の会
  - AP：柳田久瑠実（第3回、第1回は山の会AP、第2回はAP）
- もしもの会（第3回）
  - ディレクター：大村実穂（第3回、第2回は野の会）、清水悠貴（第3回）
  - AD：宮﨑日菜子（第3回）
- 春の会（第3回）
  - 演出：亀田剛（かめハウス、第3回）
  - ディレクター：星啓大、牧野裕介（共に第3回）
- んの会（第3回）
  - 演出：鈴木大二郎（極東電視台、第3回、第2回はカタカナの会）
  - プロデューサー：岩田真奈美（Sp!ce Factory、第3回）、茂木葉子（第3回、第2回はカタカナの会）
  - AP：清水彩（第3回、第2回はカタカナの会）
  - ディレクター：大村岳大（第3回、第2回はカタカナの会）
  - AD：家次史昭（第3回）、長﨑朋也（第3回、第2回はカタカナの会）
- 一文字の会（第4回）
  - プロデューサー：吉田弓恵（第4回、第2回は野の会AP、第3回はもしもの会）
  - AP：松山和歌子（第4回、第3回はもしもの会）
  - ディレクター：高取瑞紀（第4回）
  - AD：朴智願（第4回、第3回はもしもの会）
- 勝手にサザンの会（第4回）
  - プロデューサー：大内登（SWEAT、第3回は山の会）
  - AP：影山早岐、梅野麻未、上原彩子（共に第4回）
  - ディレクター：宮本将孝（極東電視台、第4回、第2回は数字の会）
  - AD：大島理紗子（第4回、第3回は山の会）、木村龍治（第4回）
- 青春の会（第4回）
  - 演出：須藤有加（TBSテレビ、第4回、第1回は野の会演出、第2回は山の会演出、第3回はディレクター）
  - プロデューサー：田崎真洋（TBSテレビ、第4回）
  - AP：内田早紀（第4回）
- AD：寺尾弥宮、三浦広大（共に第2,3回）、池添祐司、遠藤明日香（共に第3回）、田中里沙（第4回）
- FD：徳江雄一（極東電視台、第1回）
- AP：古舘由美子（第1,2回）
- 担当プロデューサー：石原隆史（TBSテレビ、第1回）
- プロデューサー：田村恵里（TBSテレビ、第1回）/ 小杉菜穂子（TBSテレビ、第3回）
- CP：田口健介（TBSテレビ、第3,4回、第1,2回はEP）